# ستانيسلاف ايفانوف
ستانيسلاف ايفانوف (بالبلغارية: Станислав Иванов)‏ (16 أبريل 1999 بغابروفو في بلغاريا - ) هو لاعب كرة قدم بلغاري في مركز الهجوم. شارك مع منتخب بلغاريا تحت 17 سنة لكرة القدم. أما مع النوادي، فقد لعب مع ليفسكي صوفيا.

## وصلات خارجية
- ستانيسلاف ايفانوف على موقع الاتحاد الأوربي (الإنجليزية)
- ستانيسلاف ايفانوف على موقع الدوري الأمريكي (الإنجليزية)
- ستانيسلاف ايفانوف على موقع قاعدة بيانات كرة القدم.إي يو (الإنجليزية)
- ستانيسلاف ايفانوف على موقع Soccerway.com (الإنجليزية)